# 赫拉欧斯

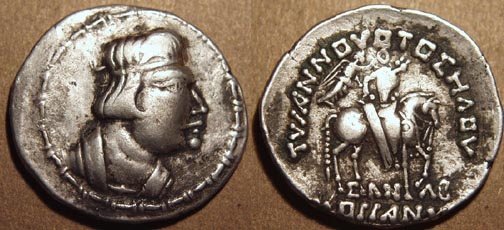
赫拉欧斯在位期间贵霜使用的银币

赫拉欧斯（Heraios，又名Heraus、Heraos或Miaos）是贵霜帝国的翕侯（1年－30年在位）。是巴克特里亚的月氏联盟五翕侯之一，大约在他在位时，贵霜开始入侵印度。赫拉欧斯时期的银币有着希腊化文明风格，并且刻有希腊文字。上面画有氏族酋长，并且表示希腊女神尼刻的花环。